# Aonyx congicus
Aonyx congicus Lönnberg, 1910 è un carnivoro della famiglia dei Mustelidi .
È chiamato anche lontra dalle guance bianche del Congo.

## Tassonomia
Fino a pochi anni fa la lontra dalle guance bianche del Congo veniva classificata in un genere a parte, Paraonyx. Si suddivide in tre sottospecie: congicus, quella nominale, microdon e philippsi. In passato tutte queste venivano ritenute specie proprie. Secondo alcuni autori tutte e tre le forme non sarebbero altro che semplici sottospecie della lontra dalle guance bianche africana (Aonyx capensis) .

## Descrizione
La lontra dalle guance bianche del Congo è caratterizzata dalle dita anteriori e posteriori armate di piccole unghie smussate e unite rispettivamente da una membrana natatoria incompleta e completa. Le zampe anteriori sono munite di «polpastrelli» nudi estremamente sensibili che vengono utilizzati per individuare il cibo. Il mantello, splendente, è di colore bruno scuro uniforme sul corpo e ornato da disegni grigi o biancastri sul muso, da cui il nome. Il corpo misura 60 – 100 cm e la coda 40 - 71. Il peso si aggira sui 13 – 20 kg.

## Distribuzione e habitat
Vive lungo i corsi d'acqua che attraversano le foreste pluviali del bacino del Congo, in Guinea Equatoriale, Gabon, Repubblica del Congo e Repubblica Democratica del Congo. Altre popolazioni sparse si incontrano anche nelle regioni meridionali del Camerun e della Repubblica Centrafricana e nell'Angola settentrionale. Verso est l'areale della specie si spinge fino a Ruanda, Burundi e Uganda.

## Biologia
Conosciamo molto poco delle abitudini di questa specie. Dati i denti deboli e corti, si presume si nutra di piccoli vertebrati terricoli, rane e uova.
Non ha una stagione degli amori definita. Alla nascita i piccoli sono bianchi e raggiungono la colorazione marroncina degli adulti non prima dei due mesi. La durata della vita è di circa 10 - 15 anni.

## Conservazione
Nonostante sia molto difficile da catturare, la lontra dalle guance bianche del Congo viene talvolta cacciata per la carne in Congo e Camerun, ma non in Gabon, dove il consumo di carne di lontra viene ritenuto pericoloso: una leggenda radicata in questo Paese, infatti, vuole che la lontra emetta una scarica elettrica quando viene colpita da una lancia. Nelle terre in cui vive, a tale animale sono inoltre attribuiti poteri magici; catturarne uno ed indossarne la pelle si ritiene possa rendere invisibili agli occhi dei nemici, sì da poterli evitare. Tale idea nasce dalla notevole abilità delle lontre nel fuggire dalle reti da pesca. In Camerun la pelle di questo animale viene utilizzata anche per fare tamburi .
A causa della caccia, la lontra dalle guance del Congo è scomparsa da alcune aree. In Nigeria, ad esempio, non viene più avvistata da molti anni.